# أميرة شرف الدين
أميرة شرف الدين هي كاتبة وروائية تونسية، كانت روايتها الأولى بعنوان «ولد فضيلة»، والتي صردت لأول مرة بالعامية التونسية عام 2019 هي أول رواية تونسية تدور أحداثها بشكلٍ رئيسي حول بطل مثلي الميول الجنسية، وقد حققت الرواية نجاحًا تجاريًا ملحوظًا، وبيعت منها 2000 نسخة خلال أول شهر من إصدارها في أبريل عام 2019، كما حصلت الرواية على جائزة علي دوعاجي من جمعية دارجة لأفضل عمل مكتوب بالعامية التونسية عام 2019. وتعتبر الكاتبة أميرة شرف الدين هي ثاني امرأة تونسية تنشر رواية مكتوبة بالعامية التونسية بدلًا من العربية الفصحى بعد الروائية فاتن فزاع.

## مسيرتها المهنية
نشرت أميرة شرف الدين روايتها الأولى في عام 2019 والتي حملت عنوان «ولد فضيلة»، وتدورأحداثها حول شاب يدعى فضيل، وهو شديد التعلق بوالدته بطريقة ملفتة للانتباه، بحيث يناديه الناس بـ«ولد فضيلة»، وحين يصل إلى سن المراهقة يجد فضيل نفسه عاجزًا عن الانجذاب لصديقته، وحين تراه صديقته في المكتبة وهو موشك على تقبيل صديقه المقرب، تقرر كششف حقيقة ميوله المثلية لوالدته، فيطرد فضيل من المنزل، ويجد نفسه مضطرًا العيش في الشوارع، حيث يكتشف جانبًا سفليًا قذرًا وخطيرًا من الحياة لم يره الكثيرون.
ذكرت الكاتبة أميرة شرف الدين أن ما دفعها لكتابة الرواية هو إظهار مدى الألم والمعاناة التي يعيشها المثليون جنسيًا في تونس، ولجعل القراء يتعاطفون مع تجربتهم. نوهت أميرة شرف الدين للقارئ في الصفحات الأولى من الرواية بأن محتوى الكتاب قد يكون صادمًا لكثير من القراء التونسيين، وترى أميرة شرف الدين إن بعض الناس يحتاجون إلى الصدمة حتى يشعروا بمعاناة غيرهم، ورفضت أميرة شرف الدين التصريح بما إذا كانت الرواية مبنية على قصة حقيقية أم لا.
تُعتبر رواية ولد الفضيلة هي أول رواية تونسية مكتوبة باللغة العربية يكون بطلها مثلي الجنس. سبق أن كتب روائيون تونسيون أعمالًا بالفرنسية تدور حول المثلية الجنسية، مثال الكاتب فرنسي الجنسية، وتونسي الأصل آيت شكيب جزيري في رواياته «سمكة على الأرجوحة»، والتي نشرت عام 1997، وروايته «وعد بالألم والدم» المنشورة في عام 1998. ويعتبر آيت شكيب الجزيري واحدًا من الكتاب الفرانكفونيين الذين تعود أصولهم إلى شمال إفريقيا، والذين يعيشون في فرنسا ويكتبون عن المثلية الجنسية، كما جعلت الروائية التونسية مسعودة بوبكر في روايتها الصادرة عام 1999 عن دار سحر للنشر بعنوان «طرشقانة» واحدة من شخصيات الرواية الرئيسية فتاة متحولة جنسياً.

## آراء النقاد
كتبت أميرة شرف الدين رواية ولد فضيلة بالعامية التونسي بدلًا من العربية الفصحى، مما جعل الرواية تنتمي إلى اتجاه الروايات الحديثة المكتوبة باللغة العامية بدلاً من اللغة الأدبية، وعللت الكاتبة ذلك بأنها قررت كتابة الرواية حين أحست بأن لديها قصة لترويها، ولم يكن تركيزها محصورًا في مسألة اللغة، فهي تتحدث بالدارجة التونسية في حياتها اليومية، وتكتب بها على شبكات التواصل الاجتماعي،. لذا قررت أن أي عمل من تأليفها في المستقبل سيكون على الأرجح مكتوبًا بالدراجة التونسية.
وصف أحد النقاد الأدبيين اختيارها للعامية التونسية بدلًا من العربية الفصحى بأنه جاء ملائمًا للرواية، ولشخصياتها، وأحداثها، وإن لم يجد لغة الرواية أنيقة بما يكفي. بينما انتقد ناقد آخر اللغة «المبتذلة» في الرواية،

## مؤلفاتها
- ولد فضيلة (رواية): نُشرت عام 2019.

## الجوائز
- جائزة علي الدوعاجي من جمعية دارجة لأفضل عمل مكتوب بالعامية التونسية عام 2019 عن روايتها «ولد فضيلة».